# اصطفاء تثبيتي

الاصطفاء التثبيتي هو نوع من الاصطفاء الطبيعي، فيه يقل التنوع الجيني مع تثبت التجمع على قيمة معينة للسمة. وقد يكون هذا النوع هو الآلية الأكثر شيوعاً للاصطفاء الطبيعي. الاصطفاء التثبيتي عادةً ما يستخدم الاصطفاء السلبي [الإنجليزية] لنبذ القيم المتطرفة للخواص. وبخلاف الاصطفاء التمزقي الذي يحابي الأفراد ذوي الأنماط الظاهرية المتطرفة، فإنَّ الاصطفاء التثبيتي يحابي القيم المتوسطة. وهو يخفض من التنوع في النمط الظاهري ويحافظ على الوضع الحالي.
الاصطفاء الطبيعي يميل إلى إزالة الأنماط الظاهرية المتطرفة أو الفائقة، مما يزيد من النجاح التناسلي للأنماط الظاهرية العادية أو الوسطية. أحد الأمثلة الكلاسيكية على ذلك هو وزن الإنسان عند الولادة. فالرضيع خفيف الوزن تنخفض حرارته بسرعة ويصاب بأمراض معدية بسهولة أكبر. فيما تصعب ولادة الرضيع ثقيل الوزن من خلال الحوض. الرضع متوسطو الوزن ينجحون في البقاء أكثر، ومعدل الوفيات يكون أكبر بالنسبة للأطفال الكبار أو الصغار جداً.

## التاريخ
أسس عالم الأحياء التطوري الروسي إيفان شمالهاوزن نظرية اصطفاء التثبيت، ونشر في عام 1941 ورقة باللغة الروسية بعنوان: «اصطفاء التثبيت وموقعه بين عوامل التطور»، وأفرودة بعنوان: «عوامل التطور: نظرية اصطفاء التثبيت» في عام 1945.

## التأثير على التركيب السكاني
يؤدي اصطفاء التثبيت إلى تضييق مدى الأنماط الظاهرية في مجتمع ما، وذلك يحدث بسبب انخفاض القيمة البقائية للكائنات التي تحمل صفة متطرفة معينة ما. ينتج عن هذا مجتمع فيه أنماط ظاهرية أقل، حيث تمثل معظم الصفات القيمة المتوسطة للصفة في التجمع الأحيائي. يؤدي تضييق الأنماط الظاهرية هذا إلى انخفاض التنوع الجيني في مجتمع ما. الحفاظ على التباين الوراثي ضروري لبقاء السكان لأنه يسمح لهم بالتطور مع مرور الوقت. من أجل أن يتكيف السكان مع الظروف البيئية المتغيرة، يجب أن يكون لديهم التنوع الجيني الكافي لاختيار السمات الجديدة عندما تصبح ملائمة.

## تحليل اصطفاء التثبيت
يوجد أربعة أنواع أساسية من البيانات المستخدمة لقياس اصطفاء التثبيت في مجتمع ما. النوع الأول من البيانات هو تقدير صلاحية الأنماط الظاهرية المختلفة خلال جيل واحد؛ إذ يخلق قياس الصلاحية في جيل واحد تنبؤاتٍ حول المسار المتوقع للاصطفاء. النوع الثاني من البيانات هو التغير في التواتر الأليلي أو الأنماط الظاهرية عبر الأجيال المختلفة؛ بحيث يسمح ذلك بتحديد مقدار التغير في انتشار النمط الظاهري مع الإشارة إلى نوع الاصطفاء. النوع الثالث من البيانات هو اختلاف التواتر الأليلي بحسب المكان، وهذا يقارن الاصطفاء الذي يحدث في مختلف التجمعات الأحيائية والظروف البيئية. النوع الرابع من البيانات هو تسلسل الحمض النووي في الجينات المساهمة في اختلاف الأنماط الظاهرية. يتيح الجمع بين هذه الأنواع الأربعة من البيانات إجراء دراسات سكانية يمكنها تحديد نوع الاصطفاء الحاصل مع قياس مداه.
مع ذلك، فشل التحليل التلوي للدراسات التي قاست الاصطفاء في البراري في إيجاد ميل عام نحو الاصطفاء التثبيتي. قد يكون السبب في ذلك هو وسائل استقصاء اصطفاء التثبيت المعقدة. إذ يمكن أن تتضمن دراسة التغيرات في متوسط وتفاوت السمة، أو قياس الصلاحية لمجموعة من الأنماط الظاهرية المختلفة في ظل ظروف طبيعية ودراسة العلاقة بين قياسات الصلاحية وقيمة السمة، ويبقى تحليل وتفسير النتائج غير بسيط وصريح.

## أمثلة

### لدى البشر
يعتمد الشكل الأكثر شيوعًا لاصطفاء التثبيت على الأنماط المظهرية للسكان. وفي هذا الشكل يحدث اصطفاء للقيمة المتوسطة، مما يؤدي إلى انخفاض تباين النمط الظاهري الموجود في مجتمع ما.
اصطفاء الاستقرار هو الشكل الأكثر شيوعًا للاصطفاء غير الخطي (غير الموجه) عند البشر. يوجد أمثلة جينية قليلة مع أدلة مباشرة على حدوث اصطفاء التثبيت عند البشر. ومع ذلك، يُعتَقَد أنّ معظم الصفات الكمية (الطول، الوزن عند الولادة، الفصام) خاضعة لاصطفاء التثبيت بسبب تعددها وتوزع الأنماط الظاهرية بين البشر بشكل عام.
- الوزن عند الميلاد مثال كلاسيكي على ذلك؛ يفقد الأطفال ذوو الوزن المنخفض الحرارة بسرعة أكبر كما يمرضون بسهولة أكبر، بينما يصعب على الأطفال ذوي الوزن الكبير في الجسم أن يعبروا من الحوض أثناء الولادة. ولهذا يمتلك الأطفال ذوو الوزن المتوسط فرصة أكبر للبقاء على قيد الحياة في معظم الأحيان، بينما يكون معدل الوفيات بين الأطفال الأكبر أو الأصغر حجمًا أعلى بكثير.[12] يبلغ منحي الجرس الذروة عند الوزن الذي يواجه فيه حديثو الولادة أدنى معدل وفيات.

### لدى النباتات
- الطول مثال آخر على السمات التي قد تكون خاضعة للاصطفاء التثبيتي؛ قد لا تتمكن النباتات القصيرة جدًا من منافسة النباتات الأخرى على ضوء الشمس. كما قد تكون النباتات الطويلة للغاية أكثر عرضة للتلف الناجم عن الرياح. تؤدي هذه الضغوط مجتمعةً إلى الحفاظ على الارتفاع المتوسط للنباتات، بحيث يزداد عدد النباتات ذات الارتفاع المتوسط، بينما تقل أعداد النباتات القصيرة والطويلة.[13]
- عدد الأشواك في الصبار: تنعرض المجموعات الصحراوية من الصبار الشوكي للافتراس من قبل الخنازير البيكارية التي تستهلك الجزء الطري من الصبار. يمكن منع ذلك عن طريق ارتفاع عدد الأشواك التي يحملها الصبار. ومع ذلك، يوجد أيضًا ضغط انتخابي في الاتجاه المعاكس، بسبب وجود حشرة طفيلية تضع بيضها بين الأشواك إذا كانت كثيفة التعداد. وبالتالي يخضع الصبار في وجه هذه الضغوط الانتخابية المختلفة لاصطفاء التثبيت، وذلك لتحديد عدد الأشواك المناسب للنجاة من هذه التهديدات المختلفة.[14]

### لدى الحشرات
- تمتلك كلاب الهسكي السيبيرية -تبعًا لاصطفاء التثبيت- عضلات ساقين قوية وخفيفة بالدرجة المناسبة.

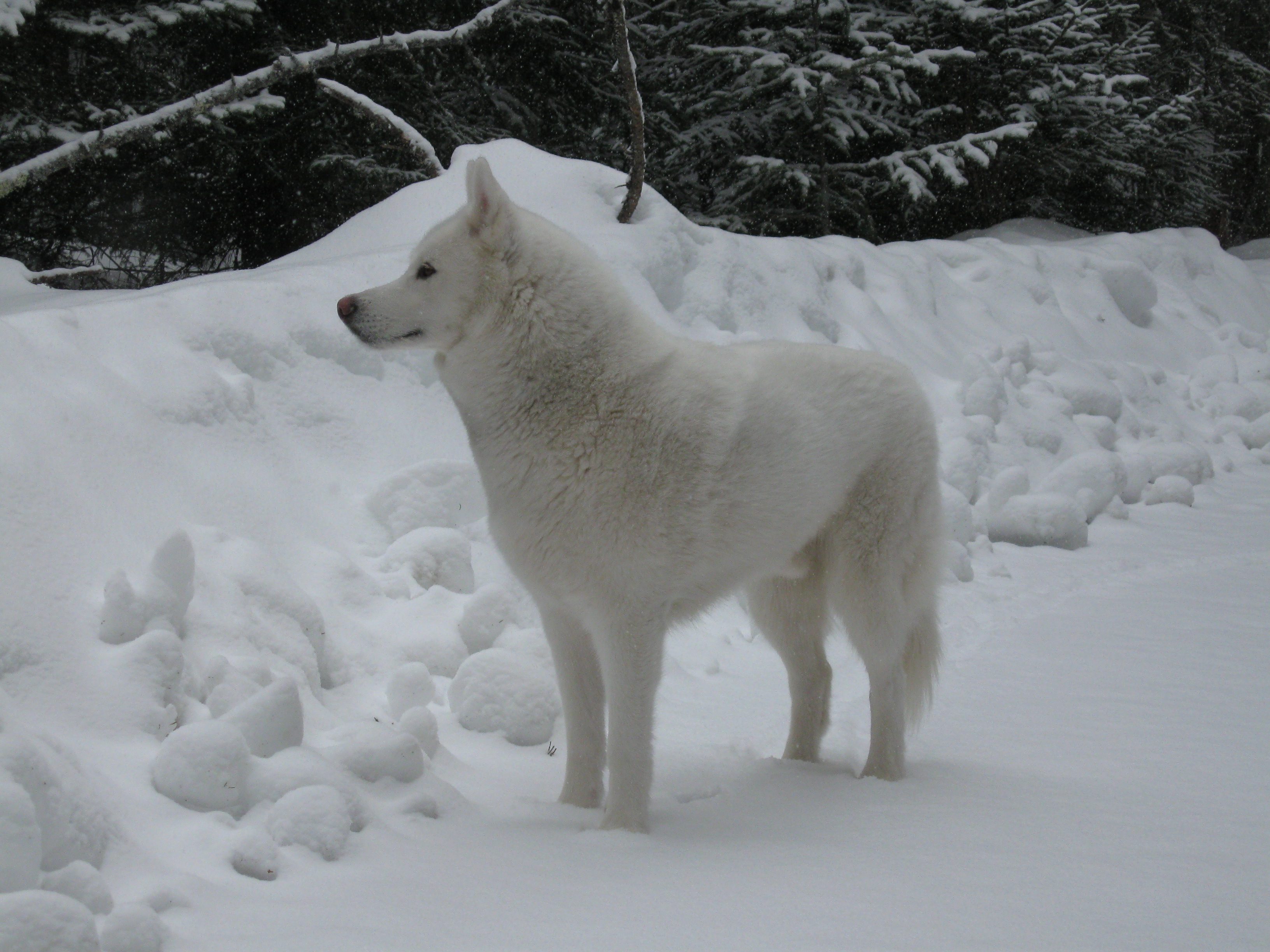
تمتلك كلاب الهسكي السيبيرية -تبعًا لاصطفاء التثبيت- عضلات ساقين قوية وخفيفة بالدرجة المناسبة.

- البقع العينية على أجنحة فراشة الأجمة البنية المحدقة الأفريقية: يبدو أنّ التوضع الجناحي للبقع العينية قد خضع لاصطفاء التثبيت بسبب فائدته الوظيفية مقارنةً بباقي الأشكال والأحجام.[15] [16]
- حجم العفصة: تضع حشرات قضبان الذهب بيوضها على أطراف النباتات التي تغلف اليرقات بعد ذلك بغلاف واقي يدعى العفصة. يخضع حجم هذه العفصة للاصطفاء التثبيتي، إذ تتعرض هذه اليرقات للتهديد من الدبابير الطفيلية التي تضع بيضة واحدة في العفصات التي تحتوي اليرقات، بحيث تستهلك ذرية الدبابير اليرقات من أجل البقاء. ولذلك، يتم انتقاء العفصات الكبيرة التي تسمح لليرقات بالاختباء من الدبابير. مع ذلك، تجذب العفصات الكبيرة الطيور التي تستطيع اختراق العفصات الكبيرة بمنقارها. وبالتالي، يكون الحجم الأمثل للعفصة هو الحجم الذي يُجَنِّب اليرقات افتراس الطيور والدبابير.[17]

### لدى الطيور
عادةً ما يكون عدد البيض الذي تضعه الطيور خاضعًا للاصطفاء التثبيتي؛ وذلك لأنّ الأنثى يجب أن تضع أكبر عدد ممكن من البيض لزيادة عدد النسل، ولكنها يجب أن تضع عددًا يتوافق مع الموارد المتوفرة أيضًا. قد يؤدّي وضع عدد كبير من البيض إلى استهلاك كامل طاقة الأم مما يتسبب بموتها وموت صغارها. يتوجب على الأم أيضًا أن تكون قادرة على توفير الموارد لصغارها بمجرد أن تفقس البيوض، وبالتالي يتوجب عليها الحصول على ما يكفي من الموارد للحفاظ على حياة كافة الأبناء. لهذا يجب على الأم أن تضع الأم كمية معتدلة من البيض للحفاظ على عدد ومعدل بقاء النسل.

### لدى الثدييات الأخرى غير الإنسان
تخضع كلاب الهسكي السيبيرية للاصطفاء التثبيتي فيما يتعلق بعضلات الساقين لديها؛ إذ يجب أن تمتلك هذه الكلاب عضلات كافية لسحب الزلاجات والتحرّك بسرعة، ولكنّها يجب أن تكون أيضًا خفيفة بما يكفي للبقاء فوق الثلج. هذا يعني اصطفاء عضلات الساق متوسطة الحجم لتحقيق التوازن بين القوة والوزن.